# Ґлоґово
Ґлоґово (пол. Głogowo, нім. Glogen) — село в Польщі, у гміні Оброво Торунського повіту Куявсько-Поморського воєводства.
Населення — 2086 осіб (2011).
У 1975-1998 роках село належало до Торунського воєводства.

## Демографія
Демографічна структура станом на 31 березня 2011 року:
|          | Загалом | Допрацездатний вік | Працездатний вік | Постпрацездатний вік |
| -------- | ------- | ------------------ | ---------------- | -------------------- |
| Чоловіки | 1025    | 263                | 717              | 45                   |
| Жінки    | 1061    | 277                | 673              | 111                  |
| Разом    | 2086    | 540                | 1390             | 156                  |